# Behovsteori
Behovsteori är en riktning inom omvårdnadsteori där man vill fokusera på omvårdarens etiska mål att tillgodose vårdtagarens mänskliga behov, så långt som möjligt. I praktiken innebär det att man ger patienten verktyg att upprätthålla sina egna mänskliga behov.
Inom vissa delar av omvårdnadsvetenskapen skiljer man strikt på mänskliga behov, å ena sidan, och, å den andra mänskliga begär. Enligt det sättet att se beskriver behov de livsuppehållande funktionerna (temperatur, vatten och föda, trygghet osv.), medan begär avser sådant som människans drifter eftersträvar (sexualiteten m.m.).